# Цу
 Тази статия е за града в Япония.  За месопотамското божество вижте Анцу.  
Цу е град в Япония. Населението му е 276 660 жители (по приблизителна оценка от октомври 2018 г.), а площта му е 710,81 km². Намира се в часова зона UTC+9. Основан е на 1 април 1889 г.